# Prosopina
Prosopina es un alcaloide encontrado en Prosopis africana.